# Alfonso Plummer
Alfonso Plummer (Fajardo, 4 settembre 1997) è un cestista portoricano.

## Carriera
Nel 2022 ha disputato, con la nazionale portoricana, i Campionati americani.